# Iljana Marzok
Iljana Marzok (* 30. Juli 1986 in Berlin) ist eine deutsche Judoka, die in der Gewichtsklasse bis -70kg antrat.

## Werdegang
Marzok war 2005 deutsche Juniorenmeisterin und 2007 deutsche Studentenmeisterin. 2009 belegte sie bei den Weltcup-Turnieren in Lissabon und Birmingham den dritten Platz. 2010 siegte sie beim Weltcup-Turnier in Warschau und belegte in Sao Paulo den zweiten und in Sofia den dritten Platz. Bei den Mannschaftsweltmeisterschaften in Antalya kam sie mit dem deutschen Team auf den zweiten Platz hinter den Niederländerinnen. 2011 erreichte sie bei den Mannschaftseuropameisterschaften in Istanbul ebenfalls den zweiten Platz, diesmal lagen die Französinnen vor der deutschen Mannschaft. Im Sommer 2011 belegte Iljana Marzok beim Europacup in Hamburg den dritten Platz, im Oktober wurde sie Zweite beim Weltcup in Minsk.
Iljana Marzok begann ihre Karriere beim SSV Rotation Berlin und startet seit 1997 für den Sportclub Berlin. In der Judo-Bundesliga trat sie bis 2007 für den SC Berlin an, danach war sie für den PSV Rostock (2008), den FT Neumünster (2009 und 2010) für Kim-Chi Wiesbaden (2012) und den SC Berlin (2019) aktiv.

## Erfolge

### Weltmeisterschaften
9. Platz (Achtelfinale) WM in Rio de Janeiro/Brasilien, 2013 (-70kg)
9. Platz (Achtelfinale) WM in Paris/Frankreich, 2011 (-70kg)
Teilnahme WM in Tscheljabinsk/Russland, 2014 (-70kg)
Teilnahme WM in Tokio/Japan, 2010 (-70kg)

### IJF World Tour (Masters / Grands Slam / Grands Prix)
1. Platz Grand Prix in Qingdao/China, 2014
1. Platz Grand Prix in Budapest/Ungarn, 2014
1. Platz Grand Prix in Miami/USA, 2013
2. Platz Grand Prix in Düsseldorf/Deutschland, 2011
3. Platz Grand Prix in Ulaanbaatar/Mongolei, 2015
3. Platz Grand Prix in Rijeka/Kroatien, 2013
3. Platz Grand Prix in Tunis/Tunesien, 2010

5. Platz Grand Prix in Tashkent/Usbekistan, 2015
5. Platz Grand Prix in Düsseldorf/Deutschland, 2015
5. Platz Grand Prix in Düsseldorf/Deutschland, 2014
5. Platz Grand Slam in Tokio/Japan, 2013
5. Platz Grand Prix in Samsun/Türkei, 2013
5. Platz Grand Prix in Qingdao/China, 2011
5. Platz Grand Prix in Baku/Aserbaidschan, 2011
5. Platz Grand Prix in Qingdao/China, 2010
5. Platz Grand Prix in Rotterdam/Niederlande, 2010
5. Platz Grand Slam in Moskau/Russland, 2010

### IJF Continental Open (vorm. World Cups)
1. Platz World Cup in Warschau/Polen, 2010
2. Platz European Open in Sofia/Bulgarien, 2013
2. Platz World Cup in Istanbul/Türkei, 2012
2. Platz World Cup in Minsk/Weißrussland, 2011
2. Platz World Cup in Sao Paulo/Brasilien, 2010
3. Platz European Open in Glasgow/Großbritannien, 2014
3. Platz European Open in Madrid/Spanien, 2013
3. Platz European Open in Prag/Tschechien, 2013
3. Platz World Cup in Sofia/Bulgarien, 2010
3. Platz World Cup in Birmingham/Großbritannien, 2009
3. Platz World Cup in Lissabon/Portugal, 2009

5. Platz World Cup in Budapest/Ungarn, 2012
5. Platz World Cup in Birmingham/Großbritannien, 2010

### Europameisterschaften
7. Platz EM in Budapest/Ungarn, 2013
7. Platz EM in Wien/Österreich, 2010
Teilnahme EM in Kasan/Russland, 2016
Teilnahme EM in Montpellier/Frankreich, 2014
Teilnahme EM in Tscheljabinsk/Russland, 2012
Teilnahme EM in Istanbul/Türkei, 2011

### Deutsche Meisterschaften
2. Platz in Ettlingen, 2011
3. Platz in Riesa, 2013
3. Platz in Bayreuth, 2010
3. Platz in Neuhof, 2007

1. Platz DM der Junioren (U20, in -63kg) in Frankfurt/Oder, 2005

### Andere Turniere
1. Platz Deutsche Hochschulmeisterschaften (DHM) in Magdeburg, 2007

## Mannschaft

### Nationalmannschaft
2. Platz Team-WM in Antalya/Türkei, 2010
2. Platz Team-EM in Montpellier/Frankreich, 2014
2. Platz Team-EM in Istanbul/Türkei, 2011
3. Platz Team-EM in Kasan/Russland, 2016
3. Platz Team-WM in Tscheljabinsk/Russland, 2014
3. Platz Team-WM in Paris/Frankreich, 2011
3. Platz Team-EM in Budapest/Ungarn, 2013
3. Platz Team-EM in Tscheljabinsk/Russland, 2012

### Bundesliga
Iljana Marzok trat seit der Saison 2012 in der 1. Bundesliga der Frauen für den Judo-Club Kim-Chi Wiesbaden an.

3. Platz Deutsche Mannschaftsmeisterschaften (1. Bundesliga, Finalrunde) mit dem JC Kim-Chi Wiesbaden, 2012
3. Platz Deutsche Mannschaftsmeisterschaften (1. Bundesliga, Finalrunde) mit der FT Neumünster, 2009

5. Platz Deutsche Mannschaftsmeisterschaften (1. Bundesliga, Finalrunde) mit dem SC Berlin, 2007
5. Platz Deutsche Mannschaftsmeisterschaften (1. Bundesliga, Finalrunde) mit der FT Neumünster, 2010

5. Platz Gruppe Süd der Deutschen Mannschaftsmeisterschaften (1. Bundesliga, Vorrunde) mit dem JC Kim-Chi Wiesbaden, 2013
5. Platz Gruppe Nord der Deutschen Mannschaftsmeisterschaften (1. Bundesliga, Vorrunde) mit dem PSV Rostock, 2008

### Europaliga (European Championships for Clubs)
Iljana Marzok startete in der Saison 2013 erstmals für den türkischen Sportverein Galatasaray Istanbul Judo.
3. Platz Europapokal der Vereinsmannschaften in Paris/Frankreich, 2013